# Raymond de Sauvetat
Francis Raymond de La Sauvetat o Raimon de Toledo va ser bisbe d'Osma des de 1109 fins a 1125 i Arquebisbe de Toledo des de 1125 fins a 1152. Era un monjo benedictí, nascut a Gascunya vers l'any 1080.
Va venir a Espanya molt jove, reclamat per Bernat de Cluny, també arquebisbe de Toledo de qui va ser successor. A Toledo va completar la seva formació religiosa, fins al 1109 en què va ser consagrat bisbe d'Osma. El 1111 va ser tancat a la presó per Alfons I d'Aragó, després que aquest ocupés Castella a conseqüència de l'oposició dels clergues i els nobles castellans a les seves núpcies amb Urraca I de Castella. L'any 1124, a la mort de Bernat de Cluny, va ser escollit per ocupar la seu toledana, nomenament que va ser ratificat pel papa Honori II el 30 de novembre de 1125. Durant el seu pontificat es van traduir nombroses obres científiques, filosòfiques i religioses àrabs al llatí.
Va morir el dia 20 d'agost del 1152.